# 伊恩·萊特 (英國政治人物)
伊恩·萊特（英語：Iain Wright，1972年5月9日—）是一位英格蘭政治人物，他的黨籍是工黨。自2004年開始，他擔任哈特利浦選區選出的英國下議院議員。他在1995年獲得倫敦大學學院的歷史碩士。並在同年加入工黨。